# Marek Krajewski
Marek Krajewski (4 settembre 1966) è uno scrittore e filologo classico polacco.

## Biografia
Ha studiato filologia classica presso l'Università di Breslavia, e ha tenuto, fino ad anni recenti, corsi di grammatica latina e greca e di linguistica storica, come professore, presso il medesimo ateneo.
È anche l'autore di una serie di romanzi polizieschi ambientati nella città di Breslavia nel periodo fra le due guerre mondiali. Le indagini del commissario Eberhard Mock, il protagonista dei romanzi, sono state tradotte in numerose lingue.
Lo scrittore ha vinto il premio Paszport Polityki per la letteratura nel 2005.

## Opere

### Il ciclo di Eberhard Mock
- Morte a Breslavia (Śmierć w Breslau), 1999, edizione Italiana: Einaudi, 2007
- La fine del mondo a Breslavia (Koniec świata w Breslau), 2003, edizione Italiana: Einaudi, 2008
- Widma w mieście Breslau, 2005
- Fortezza Breslavia (Festung Breslau), 2006, edizione Italiana: Einaudi, 2009
- Dżuma w Breslau, 2007

### Il ciclo di Jaroslaw Pater
- Aleja samobójców, 2008
- Róże cmentarne, 2009

### Il ciclo di Edward Popielski
- Głowa Minotaura, 2009
- Erynie, 2010
- Liczby Charona, 2011
- Rzeki Hadesu, 2012